# 田子町立田子小学校
田子町立田子小学校（たっこちょうりつ たっこしょうがっこう）は、青森県三戸郡田子町大字田子にある公立小学校。

## 沿革
- 1874年（明治7年）4月25日 - 田子村田子の耕田寺を仮校舎とし、田子小学発足。
- 1878年（明治11年）11月 - 校舎新築落成。
- 1883年（明治16年） - 衣更分校と相米分校を設置。
- 1887年（明治20年） - 田子尋常小学校と改称。衣更分校と相米分校は、それぞれ衣更簡易小学校と相米簡易小学校として、昇格独立。
- 1892年（明治25年） - 衣更簡易小学校を併合、高等小学校を併置し、田子尋常高等小学校と改称。
- 1898年（明治31年）
  - 7月22日 - 校舎焼失。
  - 9月5日 - 耕田寺仮校舎で、授業開始。
- 1903年（明治36年）1月17日 - 田子字風張27番地に建設した校舎が落成し、落成式挙行。
- 1941年（昭和16年）4月1日 - 国民学校令により、田子国民学校と改称。
- 1947年（昭和22年）4月1日 - 学制改革により、田子町立田子小学校と改称。同日、田子中学校を併設し、高等科生を中学校に移籍。
- 1950年（昭和25年）7月12日 - 田子中学校独立校舎完成し、移転。
- 1958年（昭和33年）3月13日 - 校舎新築落成式挙行。
- 1974年（昭和49年）10月13日 - 創立100周年記念式典挙行。
- 1980年（昭和55年）4月1日 - 原小学校と相米小学校を統合。
- 1997年（平成9年）
  - 6月30日 - 現在地に新築校舎完成。
  - 11月28日 - 田子小学校校舎・学校給食センター落成記念式典挙行。
- 2023年（令和5年）
  - 4月1日 - 上郷小学校と清水頭小学校を統合[2]。
  - 4月6日 - 統合式典挙行[3]。

## 学区
2023年3月31日まで
出典
- 大字田子（清水頭小学校の学区を除く）
- 大字相米
- 大字原

2023年4月1日から
- 田子町全域

## 周辺
- 青森県道21号田子十和田湖線
- 耕田寺 - 本校開校時と明治31年の校舎焼失時に仮校舎が置かれた寺

## アクセス
- 田子町コミュニティバス夏坂線「田子小学校」バス停下車。

## 参考資料・リンク
- 『青森県教育史 別巻』（青森県教育委員会・1973年12月20日発行）「学校沿革 小学校」851頁「田子小学校」（1958年までの記載分）
- 田子町勢要覧2014（18頁～22頁の「田子町の年譜」） (PDF) （1974年以降の記載分）